# Rose of the Alley
Rose of the Alley er en amerikansk stumfilm fra 1916 af Charles Horan.

## Medvirkende
- Mary Miles Minter som Nell Drogan.
- Danny Hogan som Kid Hogan.
- Frederick Heck som Dan Hogan.
- Geraldine Berg som Mamie.
- Alan Edwards som Frank Roberts.